# Blumenthal-díj
A Blumenthal-díj (franciául: Prix Blumenthal) egy járadék vagy ösztöndíj, amelyet Florence Meyer Blumenthal (1875–1930) és az általa létrehozott alapítvány, a Franco-américaine Florence Blumenthal (Francia–amerikai Florence Blumenthal Alapítvány) révén ítéltek oda. fiatal francia művészeknek, hogy anyagilag segítsék őket, és eközben a művészetek révén közelebb hozzák egymáshoz az Amerikai Egyesült Államokat és Franciaországot.

## Története
Az irodalom, festészet, szobrászat, díszítőművészet, szerkezet, metszet és zene területén hét zsűri választotta ki a nyerteseket két évre adott évi hatezer francia frankos ösztöndíjat kaptak, amely 1926-tól egészen Blumenthal 1930-as haláláig két évre tízezer frankra nőtt.
A zsűritagok között volt Henri Bergson filozófus; Roland Dorgelès regényíró ; Jean Giraudoux regényíró, esszéista, diplomata és drámaíró; Anna de Noailles írónő; Paul Valéry költő és esszéista; Paul Signac festőművész, a festő és grafikus Édouard Vuillard, Paul Landowski szobrász, Aristide Maillol festő és szobrász, Auguste Perret építész, Paul Dukas, Maurice Ravel és Guy Ropartz zeneszerzők.
Georges Migot zeneszerző az alapítvány alelnöke, majd elnöke (1931–1935), valamint a nyertesek levéltárosa volt. 
1919-től kezdődően az alapítvány közel kétszáz támogatást ítélt oda, majd 1937. április 11-én a Prix Blumenthalt d'utilité publique-nak (közszolgálati) nyilvánították, ezzel külön adóbesorolást kapott. A díjakat 1954-ig adták át. Az alapítvány 1973-as feloszlatásakor Georges Huisman, az école des Beaux-Arts igazgatója, André Maurois író és Roland Dorgelès regényíró irányítása alatt állt.
2010. május 14. – június 5. között a haguenau-i Médiathèque a Florence Blumenthal-archívum kiállításának adott otthont. 

## Florence Meyer Blumenthal

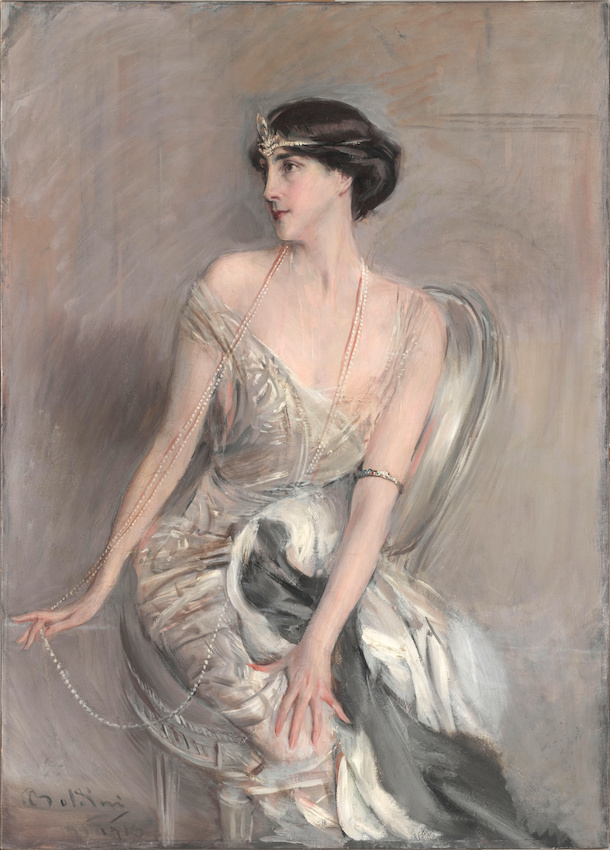
Florence Blumenthal

Florence Meyer Blumenthal 1898-ban feleségül ment George Blumenthal nemzetközi pénzemberhez, és 1919-ben megszervezte az eredetileg La Fondation américaine Blumenthal pour la pensée et l'art français (Amerikai Alapítvány a Francia Művészetért és Gondolatért) nevű alapítványt barátja, Paul Valéry, a költő és esszéíró javaslatára, amely végül a Fondation franco-américaine Florence Blumenthal nevet kapta.
Florence Blumethal öccse, ifj. Eugene Meyer később a The Washington Post elnöke és kiadója lett, akinek lánya Katharine Graham, a The Washington Post szerkesztője volt a Watergate-botrány idején. Nővérei révén rokonságban állt Levi Strauss-szal is.
1925-ben Blumenthal asszony Párizsba költözött férjével, majd nagy összegeket adományozott a párizsi Gyermekkórháznak, a New York-i Metropolitan Művészeti Múzeumnak és a párizsi Sorbonne-nak. 1930-ban, ötvenöt évesen halt meg Párizsban, miután férjével együtt az előző évben elnyerte a Francia Becsületrendet.

## A díj hatása
Például Paule Marrot textilművésznő 1928-ban megkapta az ösztöndíjat, ami lehetővé tette számára, hogy megnyithassa műhelyét Batignolles-ban, a rue Truffaut-n, ahol a bútortextiliákról vált széles körben ismertté. Marrot a második világháború után nagy népszerűségnek és kereskedelmi sikernek örvendett az Egyesült Államokban, nagy hatást gyakorolt a Renault-ra azáltal, hogy úttörő szerepet játszott a vállalat textil- és színrészlegében, és újradefiniálta a lakberendezési szöveteket Franciaországban. 1952-ben elnyerte a francia Becsületrend lovagja kitüntetést, és textíliái továbbra is licencvédelem alatt állnak különféle cégek, köztük a Nike, az Anthropologie és a kézitáskagyártó, Hayden-Harnett számára.

## Díjazottak
Részleges lista, a kitüntetés éve szerint:
- 1920 Charles Malfray (1887–1940), szobrász
- 1920 Jacques Rivière (1886–1925), író
- 1921 Georges Migot (1891–1976), zeneszerző, festő és fafaragó
- 1921 René Buthaud (1886–1986), festő, rézmetsző, keramikus
- 1922 Roger Désormière (1898–1963), karmester
- 1922 André Fraye (1922–1963), festő
- 1922 Maurice Genevoix (1890–1980), író
- 1922 Maurice Guy-Loë (1898–1991), festő
- 1922 Joseph Inguimberty (1896–1971), festő
- 1923 Jean Adnet (1900–1995), festő
- 1923 Paul Charlemagne (1892–1972), festő
- 1924 Maurice Brianchon (1899–1979), festő
- 1924 Gérard Cochet (1888–1969), rézmetsző
- 1924 François Desnoyer (1894–1972), festő
- 1924 René Gabriel (1899–1950), dekoratőr
- 1924 Marcel Gimond (1894–1961), szobrász
- 1926 Robert Louis Antral, rézmetsző, litográfus
- 1926 Paul Belmondo (1989–1982), szobrász
- 1926 Paule Marrot (1902–1987), textilművész
- 1926 Robert Siohan (1894–1985), zeneszerző-karmester
- 1926 Pierre Traverse (1892–1979), szobrász
- 1926 Maximilien Vox (1894–1974), képregényrajzoló-grafikus
- 1928 Emile Bouneau (1902–1970), festő
- 1928 Robert Cami (1900–1975), rézmetsző
- 1928 Louis Guilloux (1899–1980), író
- 1928 Charles-Émile Pinson (1906–1963), rézmetsző
- 1928 Manuel Rosenthal (1904–2003), zeneszerző-karmester
- 1928 Alexandre Vialatte (1901–1971), író
- 1929 Jacques Denier (1894–1983), festő
- 1930 Marcel Aymé (1902–1967), író
- 1930 Robert Couturier (1905–2008), szobrász
- 1930 André Jacquemin (1904–1992), festő
- 1930 Paul Pouchol (1904–1963), fazekas
- 1930 Maurice-Georges Poncelet (1897–1978), festő
- 1932 Eugène Dabit (1898–1936), író
- 1932 Ferdinand Lot, költő
- 1932 Raymond Martin (1910–1992), szobrász
- 1932 Louis Neillot (1898–1973), festő
- 1932 André Planson (1898–1981), festő
- 1932 Gaston Poulain, műkritikus
- 1932 Suzanne Tourte (1904–1979), rézmetsző, festő
- 1934 Christian Caillard (1899–1985), freskófestő
- 1934 Pierre-Octave Ferroud (1900–1936), zeneszerző
- 1934 Madeleine Lamberet (1908–1999), festő
- 1934 Henri Mahé (1907–1975), díszítőfestő
- 1934 Jean Oberlé (1900–1961), festő
- 1934 Hubert Yencesse (1900–1987), szobrász
- 1935 André Arbus (1903–1969), szekrényfestő
- 1936 Jules Cavaillès (1901–1977), festő
- 1936 Raymond Corbin (1907–2002), szobrász-éremművész
- 1936 Maurice Duruflé (1902–1986), zeneszerző, orgonista
- 1936 Germaine Richier (1902–1959), szobrász
- 1936 Gabriel-Sébastien Simonet (1909–1990), szobrász
- 1938 Henri-Georges Adam (1904–1967) mint metsző
- 1938 Pierre Capdevielle (1906–1969), karmester
- 1938 Jean René Bazaine (1904–2001), festő
- 1939 Xavier de Langlais (1906–1975), festő, író
- 1939 Etienne-Henri Martin (1905–1998), ingatlantervező
- 1941 Jean Follain (1903–1971), író-költő
- 1946 Jean Carton (1912–1988), festő, szobrász
- 1946 Émile Damais (1906–2003), zeneszerző, zenetudós
- 1946 Guy Montis (1918–1976), festő
- 1946 Boris Taslitzky, (1911–2005), festő
- 1947 Jean Delpech (1916–1988), festő
- 1948 Jean Amblard (1911–1989), festő
- 1948 Pierre Roulot (1917–2007), dekoratőr
- 1948 Auguste-Jean Gaudin (1914–1992) (mint) rézmetsző
- 1950 Bernard Cathelin (1919–2004), festő
- 1950 Serge Nigg (1924–2008), zeneszerző
- 1952 André Brasilier (1929–), festő
- 1954 Maurice Legendre (1928–), szobrász
- 1954 Gérard Blanchard (1927–1998), rézmetsző
- 1955 Paul Coupille (1928–), festő
- 1958 Ida Gotkovsky (1933–), francia zongorista, zeneszerző
- 1960 Jean-Claude Bertrand (1928–), festő

Dátum nélkül:
- André Chamson (1900–1983), levéltáros, regényíró
- Claudius Linossier
- Pierre Legrain

## Fordítás
- Ez a szócikk részben vagy egészben  a   Prix Blumenthal című angol Wikipédia-szócikk ezen változatának fordításán alapul.  Az eredeti cikk szerkesztőit annak laptörténete sorolja fel. Ez a jelzés csupán a megfogalmazás eredetét és a szerzői jogokat jelzi, nem szolgál a cikkben szereplő információk forrásmegjelöléseként.